# Robert Stack
Robert Stack, nato Charles Langford Modini Stack (Los Angeles, 13 gennaio 1919 – Beverly Hills, 14 maggio 2003), è stato un attore statunitense.
Deve la sua popolarità sia ai più di 40 film interpretati nella sua carriera cinematografica, sia al ruolo di protagonista nella fortunata serie televisiva Gli intoccabili (1959-1963).

## Biografia
Robert Stack aveva solo un anno quando i genitori divorziarono, e così venne allevato unicamente dalla madre, Mary Elizabeth Wood, mentre il padre, James Langford Stack, ricco proprietario di un'agenzia di pubblicità, morì quando il figlio aveva solo 9 anni. Il nonno, un cantante d'opera originario dell'Illinois, si chiamava Charles Wood, ma era noto anche come "Modini".
Pur essendo nato a Los Angeles, Stack visse la primissima giovinezza in Europa, dove imparò a parlare correntemente il francese e l'italiano, mentre non iniziò a parlare l'inglese fin quando non tornò a Los Angeles. A soli 16 anni era membro della nazionale statunitense di skeet, specialità in cui stabilì due record mondiali e divenne campione nazionale. Nel 1971 verrà inserito nella Hall of Fame nazionale di tiro a volo. A 20 anni era inoltre un discreto giocatore di polo e, con il fratello, vinse l'International Outboard Motor Championships a Venezia.

Stack studiò recitazione al Bridgewater State College. La sua voce profonda unita al bell'aspetto fisico richiamarono l'attenzione dei produttori di Hollywood, dove esordì in coppia con Deanna Durbin nella commedia Il primo bacio (1939), un film accolto in maniera controversa. Il primo ruolo di successo giunse l'anno dopo con Bufera mortale (1940), nel quale l'attore interpretò il ruolo di un giovane che aderisce al partito nazista. La pellicola fu una delle prime a schierarsi apertamente contro la figura di Adolf Hitler. Nel 1942 fu tra gli interpreti della commedia Vogliamo vivere! con Carole Lombard, per la quale Stack ammise poi di aver preso una sbandata. La Lombard morì poi poco dopo l'uscita del film in un incidente aereo.

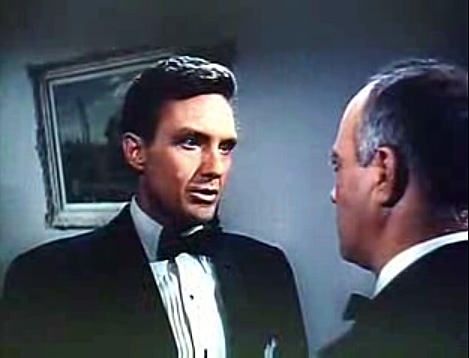
Robert Stack in Come le foglie al vento (1956)

Durante la seconda guerra mondiale, Stack prestò servizio nella United States Navy come istruttore di tiro. Al termine del conflitto rientrò a Hollywood e proseguì la sua carriera cinematografica in film come Falchi in picchiata (1948), Così sono le donne (1948) e Buana Devil (1952). Successivamente arrivò un ruolo di grande spessore, quello di antagonista di John Wayne in Prigionieri del cielo (1954). Nel 1957 Stack ebbe una candidatura agli Oscar come miglior attore non protagonista per il melodramma Come le foglie al vento (1956) di Douglas Sirk, regista con cui lavorò anche l'anno seguente ne Il trapezio della vita (1957).
Alla fine degli anni cinquanta iniziò a impersonare il poliziotto Eliot Ness nella serie televisiva Gli intoccabili (1959-1963), ambientata a Chicago ai tempi del proibizionismo. Grazie a questo ruolo, vinse un Premio Emmy come miglior attore protagonista nel 1960. In seguito fu protagonista di altre tre serie: Reporter alla ribalta (1968-1971), Most Wanted (1976) e Strike Force (1981). In ognuna di queste serie interpretò la parte di un poliziotto, richiamando in maniere diverse il personaggio de Gli intoccabili che gli portò tanta fortuna e che riprese in un'unica altra occasione, The Return of Eliot Ness, un film TV prodotto nel 1992.
Tra i ruoli da caratterista di Stack ci sono due apparizioni in 1941 - Allarme a Hollywood (1979) di Steven Spielberg (nei panni di un generale che nonostante si rechi al cinema a guardare Dumbo, si rivela l'unico personaggio con i piedi per terra in tutta la pellicola) e L'aereo più pazzo del mondo (1980) di Jim Abrahams, David Zucker e Jerry Zucker (è il pilota che deve aiutare il protagonista ad atterrare e continua a parlarne male nel tragitto fino all'aeroporto). Si dedicò anche all'animazione, entrando in un cast di star per Transformers - The Movie (1986), nel ruolo di Ultra Magnus.
Stack apparve ancora nella mini-serie televisiva Hollywood Wives (1985) e in diversi episodi della popolare soap opera Falcon Crest nel 1986. Nel 1987 debuttò come presentatore televisivo del programma Unsolved Mysteries, una trasmissione incentrata su casi insoluti che egli portò al successo, conducendola fino al 2002. Il programma continuò ad andare in onda fino al 2010 con Dennis Farina come presentatore. Partecipò inoltre anche al documentario Walt - il papà di Topolino (Walt: The Man Behind the Myth) nel 2001.

## Vita privata
Robert Stack fu sposato con l'attrice Rosemarie Bowe dal 1956 fino alla morte, sopraggiunta il 14 maggio 2003 all'età di 84 anni per un arresto cardiaco mentre era già in cura per un tumore alla prostata. Stack e la moglie Rosemarie ebbero due figli, Elizabeth e Charles.

## Filmografia

### Cinema

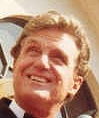
Robert Stack alla serata degli Oscar del 1988

- Il primo bacio (First Love), regia di Henry Koster (1939)
- Bufera mortale (The Mortal Storm), regia di Frank Borzage (1940)
- A Little Bit of Heaven, regia di Andrew Marton (1940)
- Una ragazza per bene (Nice Girl?), regia di William A. Seiter (1941)
- Odio di sangue (Badlands of Dakota), regia di Alfred E. Green (1941)
- Vogliamo vivere! (To Be or Not to Be), regia di Ernst Lubitsch (1942)
- Eagle Squadron, regia di Arthur Lubin (1942)
- Men of Texas, regia di Ray Enright (1942)
- Keeping Fit, regia di Arthur Lubin (1942)
- Così sono le donne (A Date with Judy), regia di Richard Thorpe (1948)
- I cari parenti (Miss Tatlock's Millions), regia di Richard Haydn (1948)
- Falchi in picchiata (Fighter Squadron), regia di Raoul Walsh (1948)
- Assedio d'amore (Mr. Music), regia di Richard Haydn (1950)
- L'amante del torero (The Bullfighter and the Lady), regia di Budd Boetticher (1951)
- El Tigre (My Outlaw Brother), regia di Elliott Nugent (1951)
- Buana Devil (Bwana Devil), regia di Arch Oboler (1952)
- Pantera rossa (War Paint), regia di Lesley Selander (1953)
- Ho sposato un pilota (Sabre Jet), regia di Louis King (1953)
- La vendetta di Kociss (Conquest of Cochise), regia di William Castle (1953)
- Il guanto di ferro (The Iron Glove), regia di William Castle (1954)
- Prigionieri del cielo (The High and the Mighty), regia di William A. Wellman (1954)
- La casa di bambù (House of Bamboo), regia di Samuel Fuller (1955)
- Buongiorno, Miss Dove (Good Morning Miss Dove), regia di Henry Koster (1955)
- L'alba del gran giorno (Great Day in the Morning), regia di Jacques Tourneur (1956)
- Come le foglie al vento (Written on the Wind), regia di Douglas Sirk (1956)
- Il trapezio della vita (The Tarnished Angels), regia di Douglas Sirk (1957)
- Dono d'amore (The Gift of Love), regia di Jean Negulesco (1958)
- Il grande capitano (John Paul Jones), regia di John Farrow (1959)
- La crociera del terrore (The Last Voyage), regia di Andrew L. Stone (1960)
- Donne inquiete (The Caretakers), regia di Hall Bartlett (1963)
- Parigi brucia? (Is Paris Burning?), regia di René Clément (1966)
- Sail to Glory, regia di Gerald Schnitzer (1967)
- Il sigillo di Pechino (Die Hölle von Macao), regia di James Hill e Frank Winterstein (1967)
- Il più grande colpo del secolo (Le soleil des voyous), regia di Jean Delannoy (1967)
- Storia di una donna, regia di Leonardo Bercovici (1970)
- Un second souffle, regia di Gérard Blain (1978)
- 1941 - Allarme a Hollywood (1941), regia di Steven Spielberg (1979)
- L'aereo più pazzo del mondo (Airplane!), regia di Jim Abrahams, David Zucker e Jerry Zucker (1980)
- Fratelli nella notte (Uncommon Valor), regia di Ted Kotcheff (1983)
- Il grande imbroglio (Big Trouble), regia di John Cassavetes (1986)
- Transformers - The Movie (The Transformers: The Movie), regia di Nelson Shin (voce) (1986)
- Curve pericolose (Dangerous Curves), regia di David Lewis (1988)
- Plain Clothes - Un poliziotto in incognito (Plain Clothes), regia di Martha Coolidge (1988)
- Due palle in buca (Caddyshack II), regia di Allan Arkush (1988)
- Joe contro il vulcano (Joe Versus the Volcano), regia di John Patrick Shanley (1990)
- Wild Bill: Hollywood Maverick, regia di Todd Robinson - documentario (1996)
- Beavis & Butt-Head alla conquista dell'America (Beavis and Butt-Head Do America), regia di Mike Judge e Yvette Kaplan (voce) (1996)
- Baseketball, regia di David Zucker (1998)
- Mumford, regia di Lawrence Kasdan (1999)
- Ricreazione - La scuola è finita (Recess: School's Out), regia di Chuck Sheetz (voce) (2001)
- Killer Bud, regia di Karl T. Hirsch (2001)

### Televisione
- Lights Out – serie TV, episodi 3x26-4x06 (1951)
- The 20th Century-Fox Hour – serie TV, episodio 1x02 (1955)
- Climax! – serie TV, episodio 2x23 (1956)
- Westinghouse Desilu Playhouse – serie TV, episodi 1x20-1x21 (1959)
- Gli intoccabili (The Untouchables) – serie TV, 119 episodi (1959-1963)
- The Danny Thomas Hour – serie TV, episodio 1x03 (1967)
- Reporter alla ribalta (The Name of the Game) – serie TV, 26 episodi (1968-1971)
- Falcon Crest – serie TV, 5 episodi (1987)
- Perry Mason: Lo spirito del male (Perry Mason: The Case of the Sinister Spirit), regia di Richard Lang – film TV (1987)

## Riconoscimenti
- Premio Oscar
  - 1957 – Candidatura al miglior attore non protagonista per Come le foglie al vento

## Doppiatori italiani
Nelle versioni in italiano dei suoi film Robert Stack è stato doppiato da:
- Pino Locchi in Vogliamo vivere!, I cari parenti, La vendetta di Kociss, Il trapezio della vita, Il grande capitano
- Gualtiero De Angelis in Falchi in picchiata, Prigionieri del cielo, La casa di bambù, Buongiorno, Miss Dove, Dono d'amore
- Giuseppe Rinaldi in Così sono le donne, Assedio d'amore, L'amante del torero
- Stefano Sibaldi in L'alba del gran giorno, Come le foglie al vento
- Adolfo Geri in Bufera mortale
- Giulio Panicali in El Tigre
- Sergio Graziani in La crociera del terrore
- Emilio Cigoli in Donne inquiete
- Arturo Dominici in Parigi brucia?
- Franco Morgan in Gli intoccabili
- Fabrizio Casadio in Reporter alla ribalta
- Mario Feliciani in 1941 - Allarme a Hollywood
- Sandro Iovino in L'aereo più pazzo del mondo
- Luciano De Ambrosis in Due palle in buca
- Michele Kalamera in Joe contro il vulcano

Da doppiatore è sostituito da:
- Elio Zamuto in Transformers - The Movie
- Pierluigi Astore in Transformers - The Movie (ridoppiaggio)